# Петербургский международный юридический форум

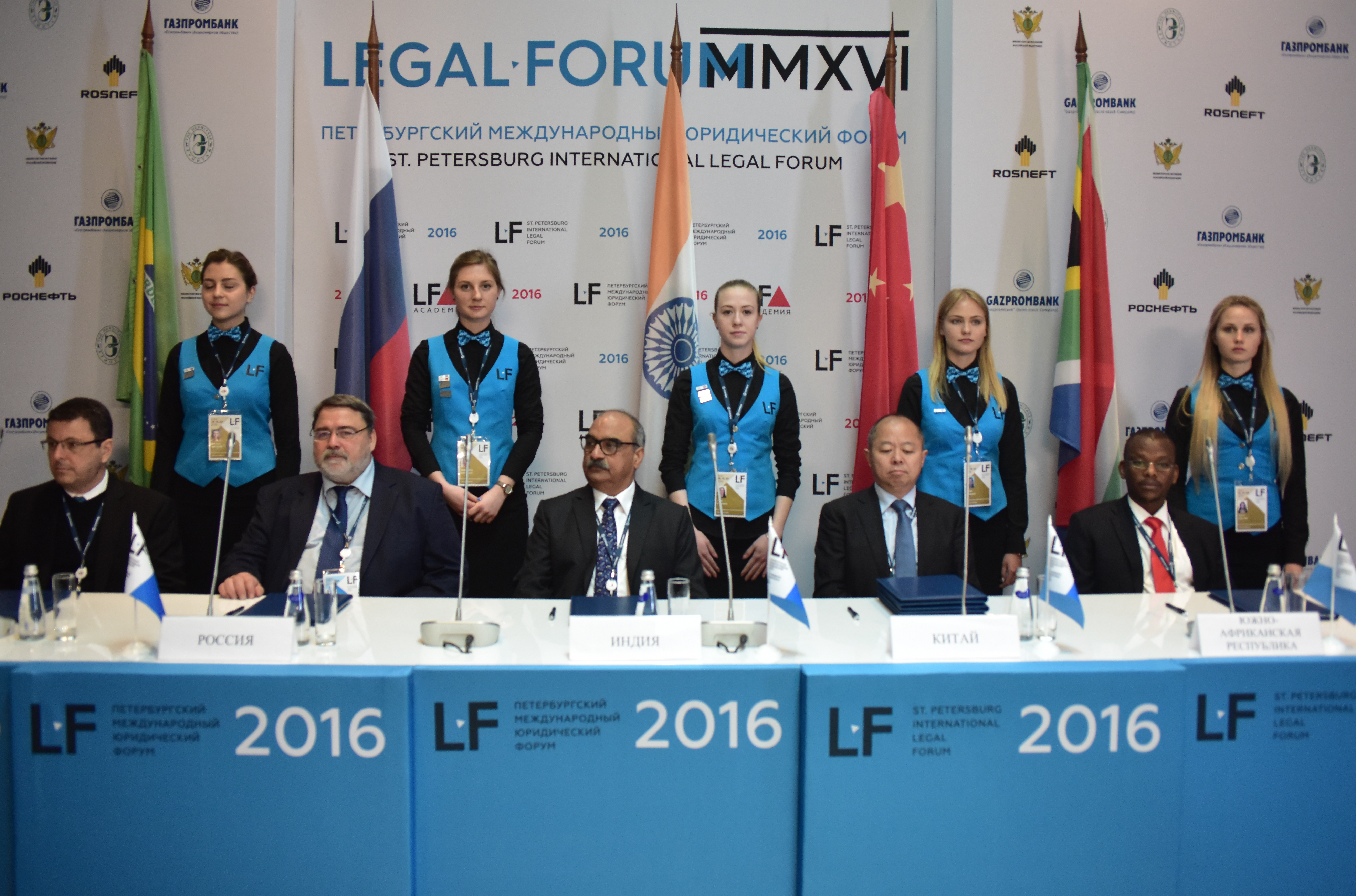
Церемония подписания Меморандума о взаимопонимании в области сотрудничества в сфере конкурентного законодательства и политики стран БРИКС, VI ПМЮФ

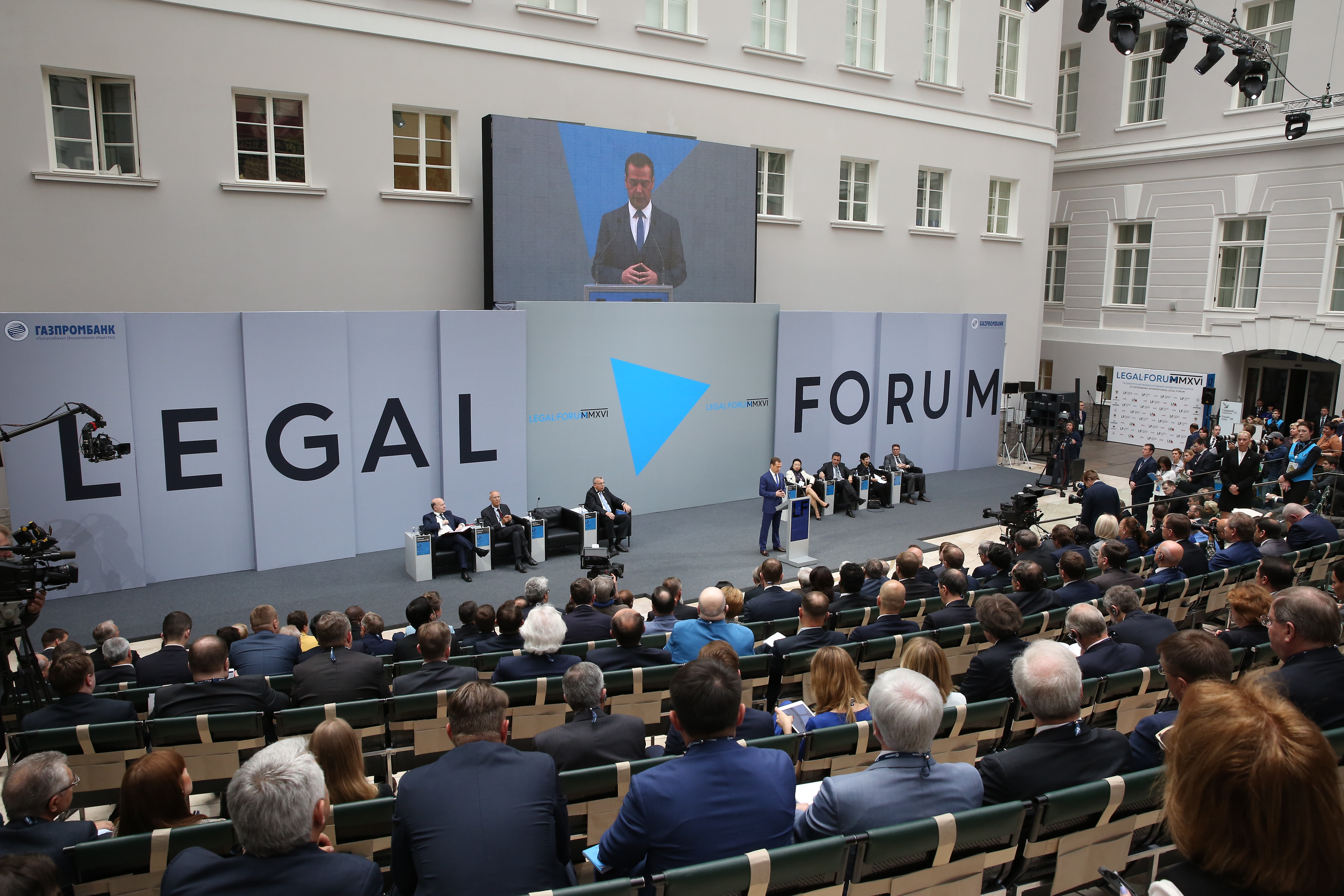
Пленарное заседание «Доверие к праву — путь разрешения глобальных кризисов», VI Петербургский Международный Юридический Форум

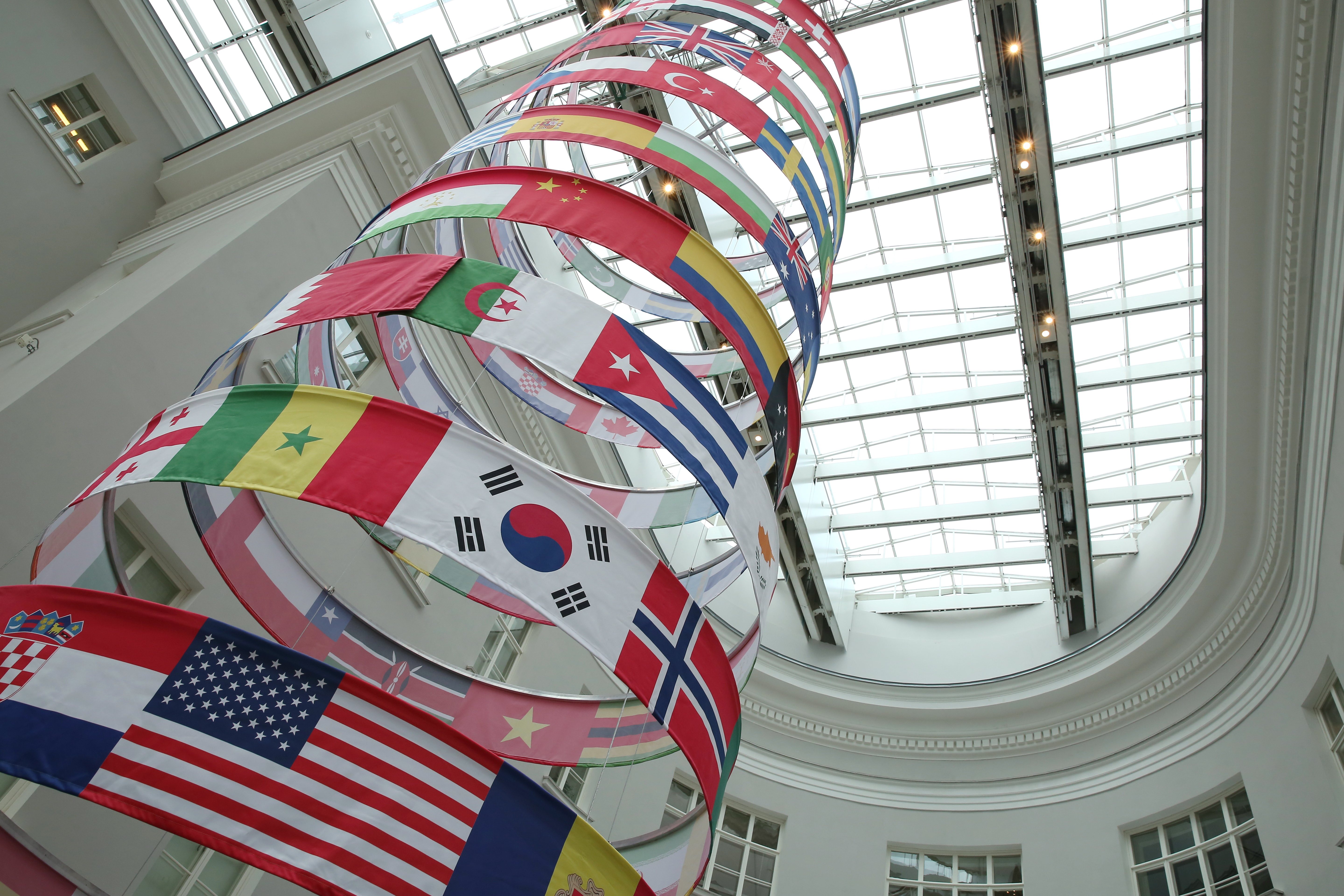
Восточное крыло Главного Штаба Государственного Эрмитажа, VI ПМЮФ

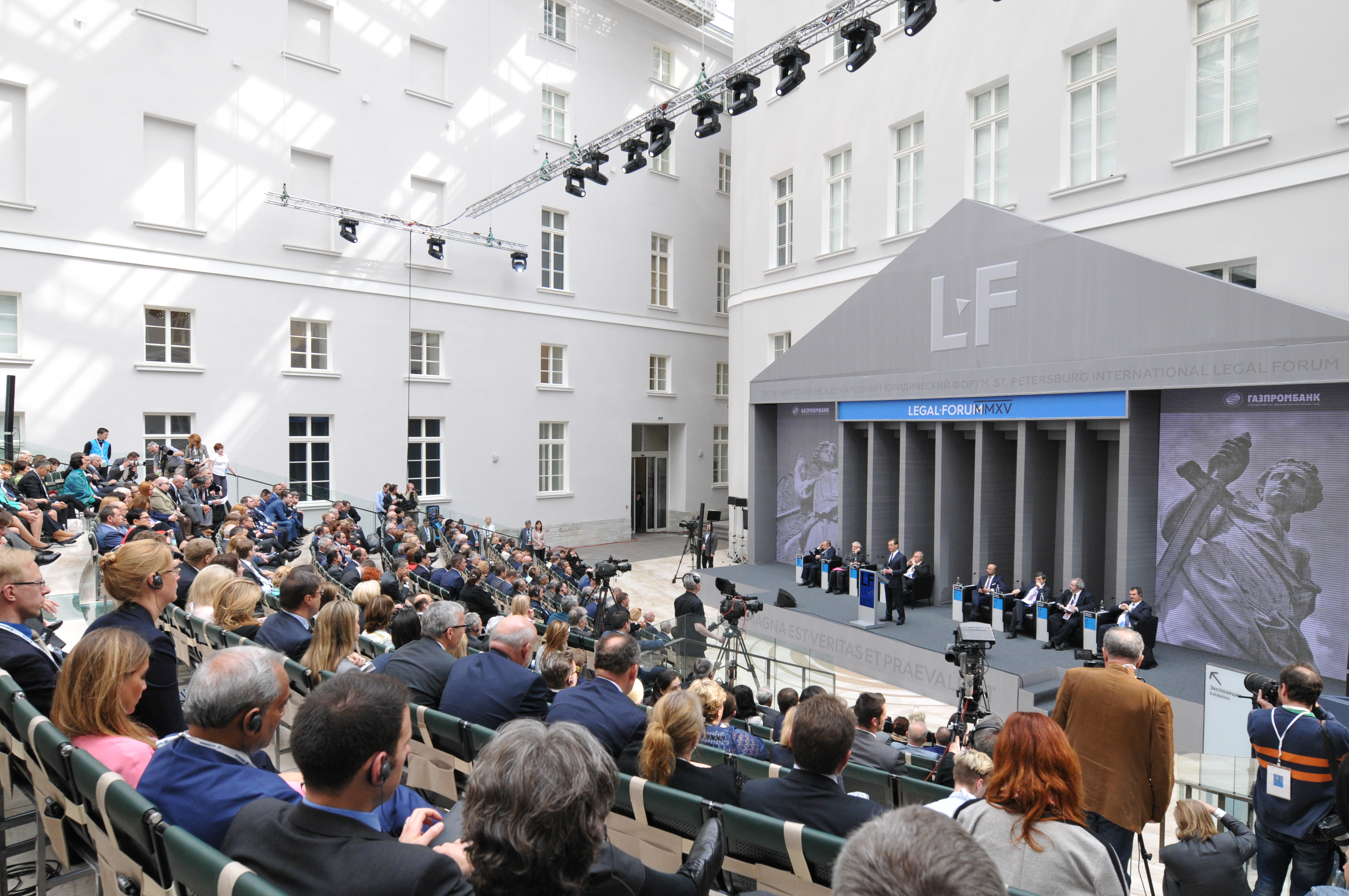
Пленарное заседание «Миссия права в эпоху перемен», V Петербургский Международный Юридический Форум

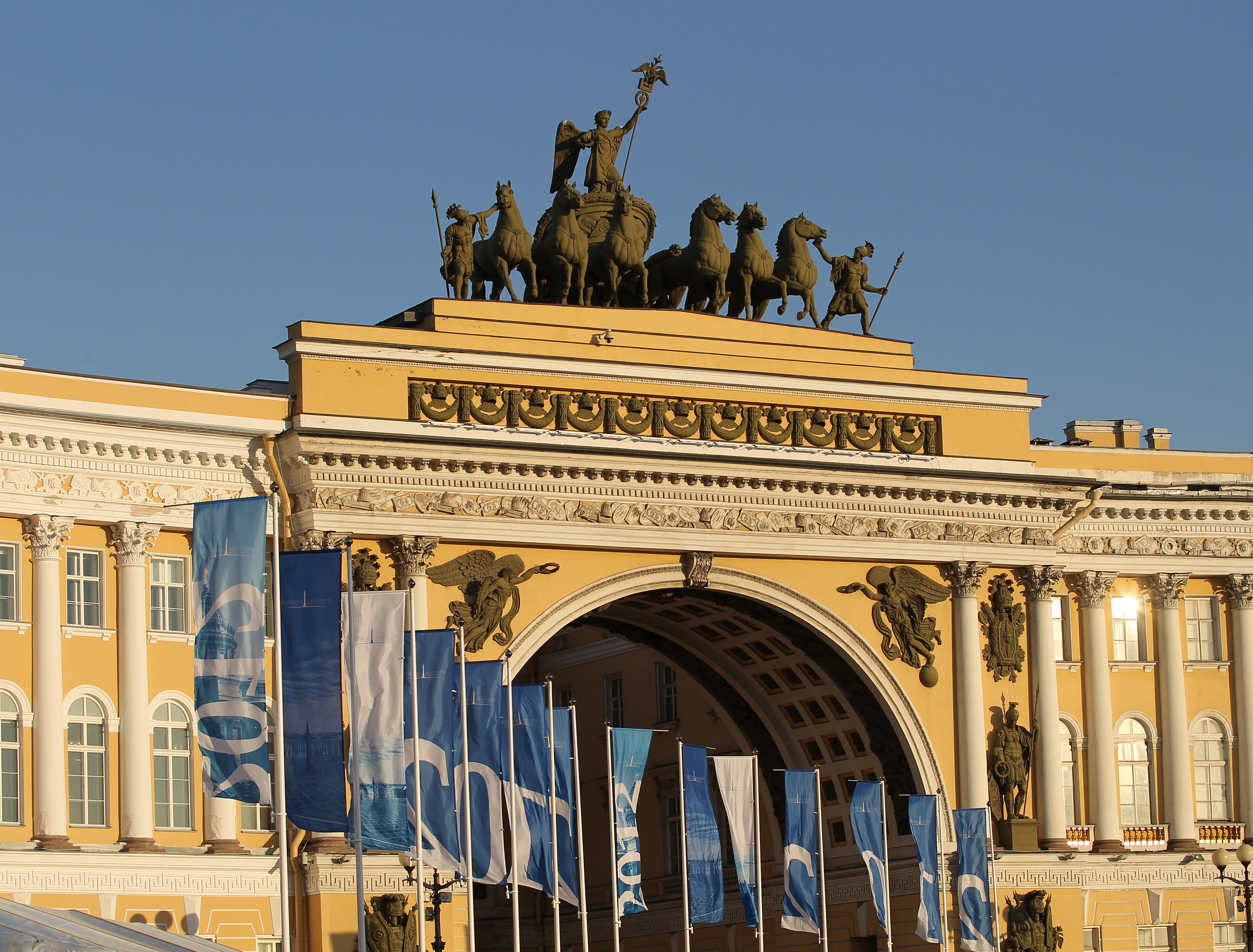
Здание Главного штаба, в котором прошел II Петербургский Международный Юридический Форум

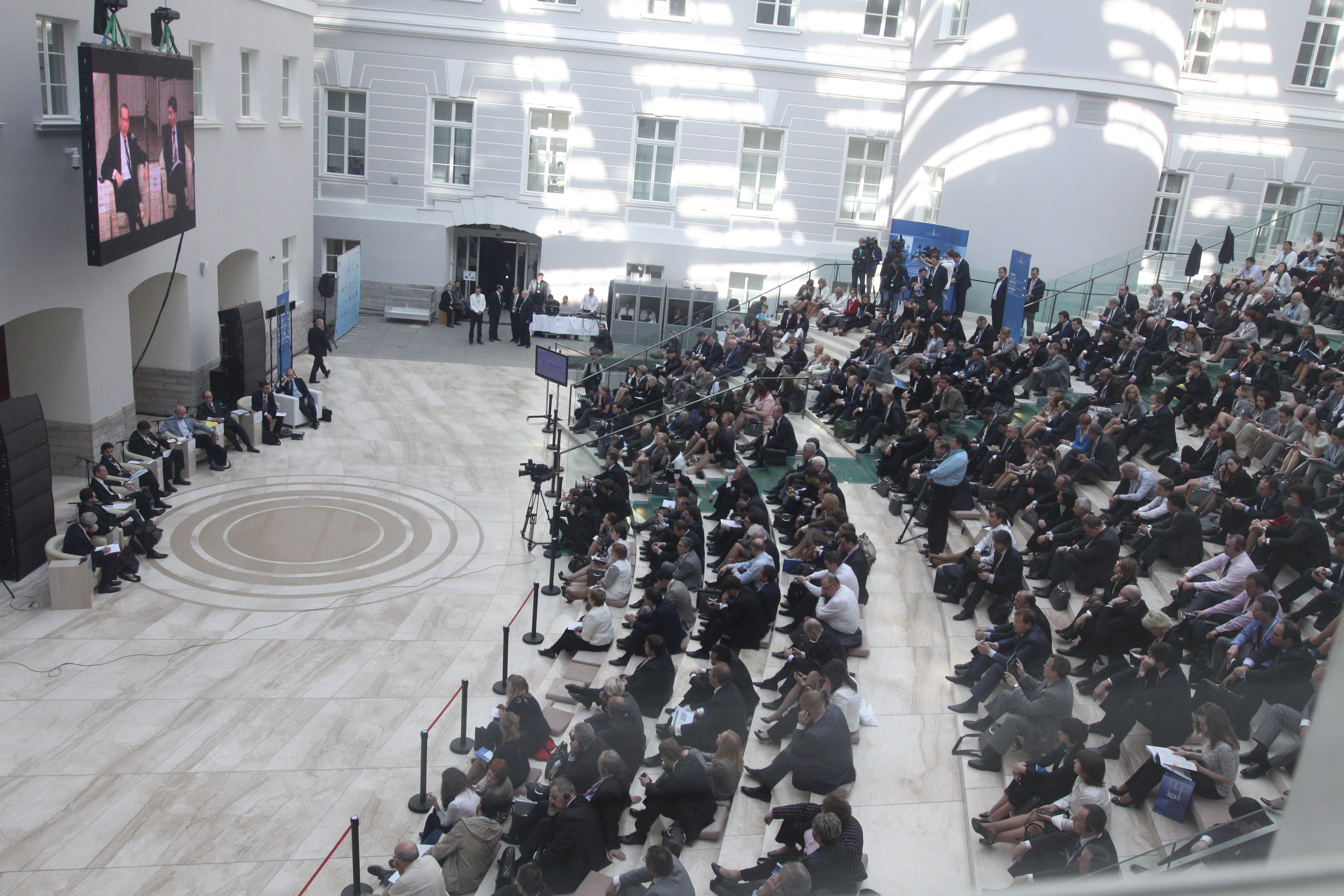
Заседание «Механизмы реализации инициатив „Открытого правительства“ в правовой системе», II Петербургский Международный Юридический Форум

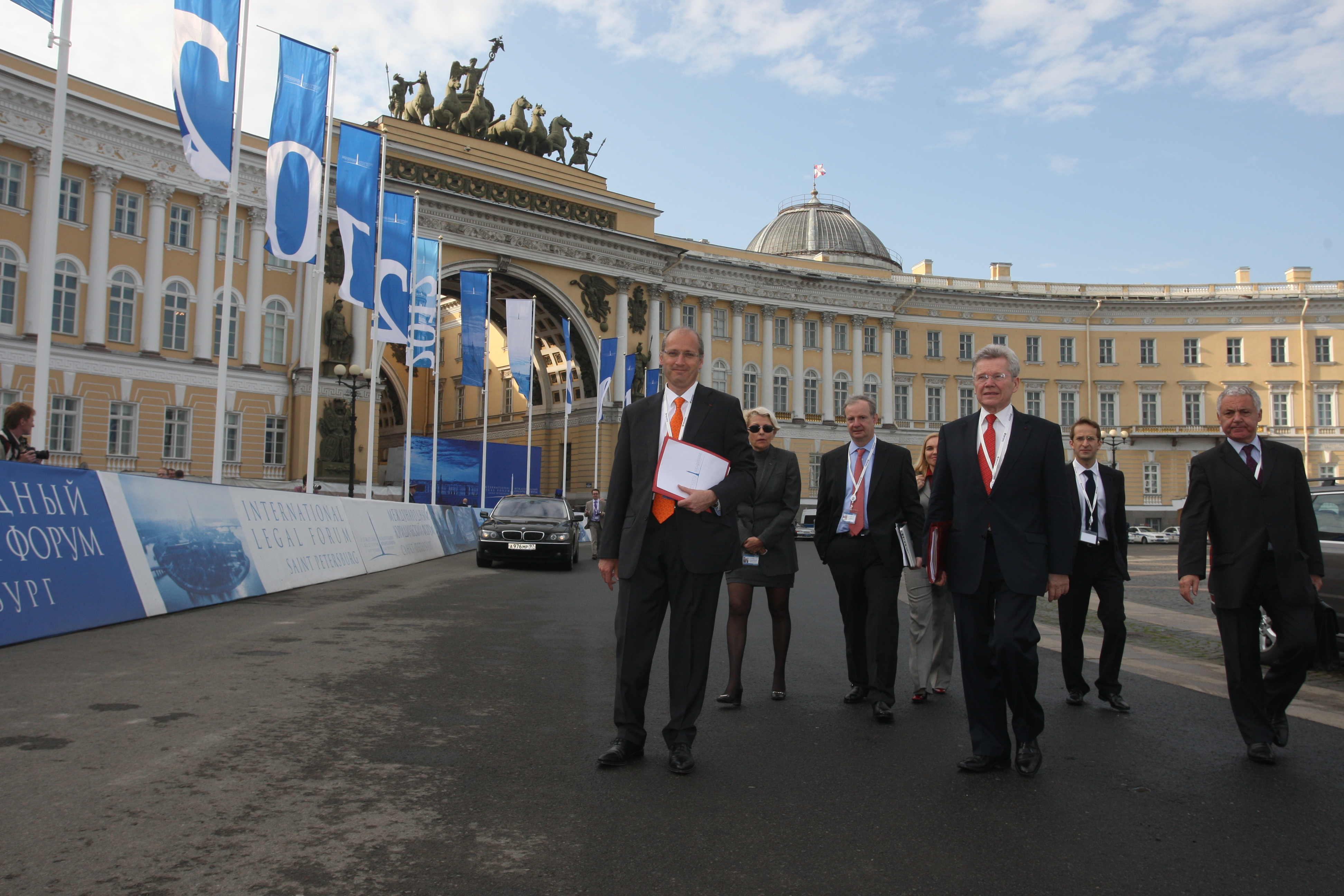
Участники II Петербургского Международного Юридического Форума, Дворцовая площадь

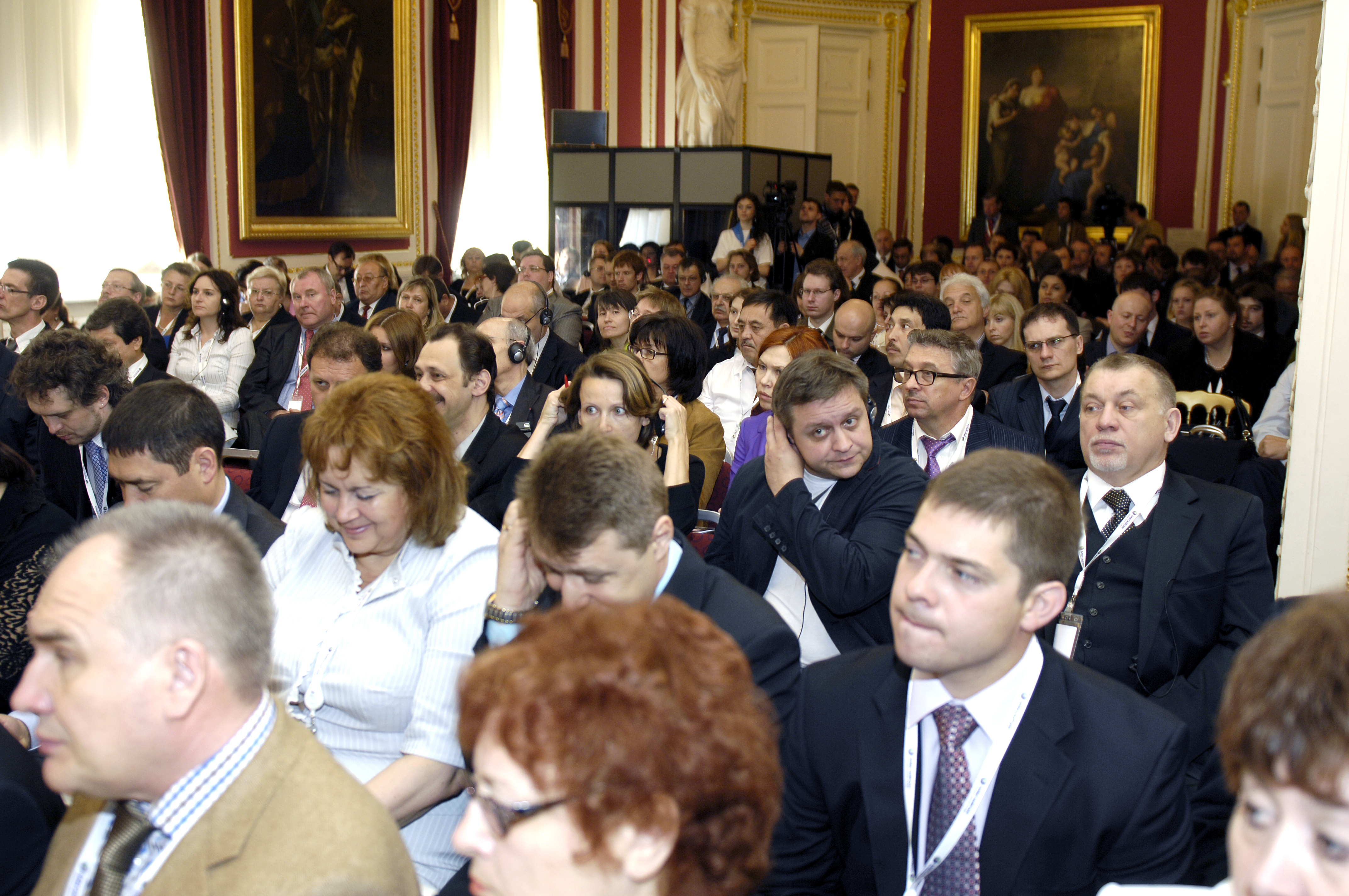
Дискуссионная сессия, I Петербургский Международный Юридический Форум, Михайловский замок

Петербургский международный юридический форум (ПМЮФ) — ежегодное деловое мероприятие в сфере юриспруденции, созданное в 2011 году по инициативе Министерства юстиции и при поддержке Президента Российской Федерации, для обсуждения актуальных юридических вопросов в контексте глобальных социально-экономических задач.
В работе Форума принимают участие высшие должностные лица России и зарубежных государств, ведущие мировые эксперты в сфере экономики, права и международных отношений, руководители юридических подразделений крупнейших мировых компаний, представители международного юридического сообщества.

## Ключевая миссия Форума
Форум декларирует свою миссию:
- улучшение взаимодействия правовых систем и выработки единых подходов к решению проблем развития права в условиях глобализации;
- модернизация российского права с учётом лучшего опыта зарубежного нормотворчества и правоприменения, приведения российского законодательства в соответствие с мировыми стандартами в сфере защиты прав и интересов всех субъектов правоотношений (в том числе предпринимателей, иностранных инвесторов, держателей авторских прав и др.);
- содействие развитию современной юридической науки и юридического образования в России и в мире.

## ПМЮФ 2025
XIII Петербургский международный юридический форум (ПМЮФ) прошел с 19 по 21 мая 2025 года в Санкт-Петербурге.
На форуме глава Минюста России Чуйченко заявил, что «либеральная монархия» слишком мягко наказала декабристов; он же заявил о том, что укрепление государственности должно быть важнее верховенства закона и прав граждан.
Председатель Конституционного суда РФ Зорькин завил о неистребимости коррупции, а её распространение обусловил общим падением духовной культуры общества. Зорькин призвал не смягчать наказание за коррупционные преступления, поскольку против коррупции «требуется неуклонно конституционно-правомерная беспощадность».
Председатель Следственного комитета РФ Бастрыкин высмеял зашедших в зал во время его выступления кришнаитов, спародировав протестные акции российской оппозиции: «Это что, мигранты? Ну они мигранты, да? Это что, протестная акция? Россия будет свободной».
На форуме также выступил глава МИД террористической организации Талибан Абдул Хаким Шареи, заявив, что в Афганистане права каждого человека полностью защищены. При этом в Афганистане после прихода в 2021 г. к власти талибов упразднены светские суды и введены телесные наказания.

## ПМЮФ 2019
IX Петербургский международный юридический форум Архивная копия от 9 декабря 2015 на Wayback Machine состоялся 14-18 мая.
В 2019 году Петербургский международный юридический форум объединил свыше 5000 участников. Впервые на Форуме собрались представители из рекордного количества стран со всех континентов — 95 стран.

## ПМЮФ 2018
VIII Петербургский международный юридический форум Архивная копия от 9 декабря 2015 на Wayback Machine состоялся 15-19 мая.
В 2018 году Петербургский международный юридический форум объединил свыше 4500 участников. Впервые на Форуме собрались представители из рекордного количества стран со всех континентов — 90 стран.
С течением времени Форум утвердился как одна из основных площадок для налаживания международных связей и заключения ключевых дипломатических договоренностей. В 2018 году с официальным визитом посетили 95 делегаций иностранных Министерств юстиции, Верховных и Конституционных судов. Почетными иностранными гостями Форума стали 14 Председателей Конституционных судов, 13 Председателей Верховных судов, 16 Министров и заместителей Министра юстиции.
Участие в работе деловой площадки также приняли представители Комиссии Организации Объединённых Наций по праву международной торговли (ЮНИСТРАЛ), Европейского банка реконструкции и развития, Контртеррористического управления ООН, Международной ассоциации социального обеспечения, Организации по безопасности и сотрудничеству в Европе (ОБСЕ), Международного агентства по атомной энергии (МАГАТЭ). На мероприятиях Форума выступили более 520 спикеров.
Форум посетили 72 иностранных официальных делегации, почетными гостями Форума стали 8 министров и заместителей министра юстиции. Присутствовали 38 делегаций иностранных Конституционных и Верховных судов. Форум посетили главы таких авторитетных международных институтов, как Гаагская конференция по международному частному праву, Управление Организации Объединённых Наций по наркотикам и преступности, Комиссия Организации Объединённых Наций по праву международной торговли (ЮНИСТРАЛ), Международный институт унификации частного права, Европейская комиссия по эффективности правосудия, Комитет ООН по экономическим, социальным и культурным правам, Международная ассоциация социального обеспечения.
16 мая состоялось пленарное заседание «Будущее юридической профессии». Спикерами Пленарного заседания стали: Дмитрий Анатольевич Медведев — Председатель Правительства Российской Федерации, Анна Серебряникова, операционный директор, ПАО «МегаФон», Николас Аллард, Президент — декан, Бруклинская школа права, Юрген Базедов, почетный директор, Институт сравнительного и международного частного права имени Макса Планка, Люси Бассли, Главный специалист по юридической стратегии LawGeex, Глава и основатель InnoLegal Services PLLC, Дэйв Вайсэр, Основатель и генеральный директор, Gett, Фрэнсис Ксавьер, Избранный Президент, Тихоокеанская ассоциация юристов, Максимилиан Хаузер, Партнер и управляющий директор московского офиса The Boston Consulting Group, глава экспертной практики Digital в России и СНГ, руководитель направления цифровых инноваций в России и СНГ.
В период с 16 по 19 мая состоялось свыше 100 деловых мероприятий: конференции, презентации, лекции, мастер-классы, дискуссионные сессии, объединённые в 9 тематических треков:
- Международное право. Правосудие. Верховенство закона
- Юридическая профессия
- Smart-общество
- Международные проекты. Инвестиции. Финансы
- Судебная и арбитражная практика. Разрешение споров
- Культура. Образование
- Недропользование. Энергетика. Экология
- Частное право
- Новые вызовы: новая конкурентная политика
- Спортивное право
- Корпоративное право

В рамках ПМЮФ 2018 состоялся II Международный форум по банкротству.
Форум проходит при поддержке Министерства экономического развития РФ, Банка России, Федеральной налоговой службы РФ, Российского союза саморегулируемых организаций арбитражных управляющих.
Тематические направления деловой программы:
- Реформа профессионального сообщества в банкротстве
- Банкротство физических лиц
- Трансграничное банкротство
- Оздоровление финансовых организаций
- Противодействие злоупотреблениям в банкротстве
- Мастер-классы и разбор кейсов

## ПМЮФ 2017
VII Петербургский Международный Юридический Форум Архивная копия от 9 декабря 2015 на Wayback Machine состоялся 16-20 мая.
В работе VII ПМЮФ приняли участие 4180 участников из 79 стран мира.
Форум посетили 72 иностранных официальных делегации, почетными гостями Форума стали 8 Министров и Заместителей Министра юстиции. Мы отмечаем широкое представительство иностранных Конституционных и Верховных судов: 38 делегаций, 22 из которых представлены на уровне Председателя и Заместителя Председателя. Большой интерес к программе Форума проявили международные организации, в частности Форум посетили главы таких авторитетных международных институтов, как Гаагская конференция по международному частному праву, Управление Организации Объединённых Наций по наркотикам и преступности, Комиссия Организации Объединённых Наций по праву международной торговли (ЮНИСТРАЛ), Международный институт унификации частного права, Европейская комиссия по эффективности правосудия, Комитет ООН по экономическим, социальным и культурным правам, Международная ассоциация социального обеспечения.
Более 500 спикеров выступили в ходе деловой программы Форума, из которых 37 % — иностранцы, 63 % — российские участники. Среди спикеров — выдающиеся профессионалы, легендарные ученые, уникальные эксперты в различных областях права.
17 мая состоялось Пленарное заседание «Право в глобальном контексте». Спикерами Пленарного заседания стали: Дмитрий Анатольевич Медведев — Председатель Правительства Российской Федерации, Го Дунбай — Главный технический директор, AliExpress, Паоло Таска — Исполнительный директор Центра технологий блокчейна (CBT), Университетский колледж Лондона, Великобритания, Джон Флауд — Профессор права и общества, Юридический факультет Университета Гриффит, Австралия, Шонна Хоффман-Чилдресс — Глобальный бизнес-консультант по когнитивным технологиям, IBM, Юрг Шталь — Президент Национального совета Швейцарии. Модератор Пленарного заседания — Игорь Александрович Дроздов — Председатель Правления, Фонд «Сколково».
В период с 16 по 20 мая состоялось 111 деловых мероприятий: конференции, презентации, лекции, а также дискуссионные сессии, объединённые в 9 тематических треков:
- Международное право. Верховенство закона
- Юридическая профессия
- Smart-общество
- Инвестиции. Финансы
- Антимонопольное регулирование
- Судебная и арбитражная практика
- Промышленность. Ресурсы. Экология
- Культура. Образование
- Частное право

Новацией 2017 года стал Международный форум по банкротству — уникальная площадка, объединившая юристов, специалистов банковского сообщества, представителей законодательной и исполнительной власти, представителей международных организаций для обсуждения совершенствования законодательства о несостоятельности и его влиянии на инвестиционный климат государства, правовые пути регулирования финансового кризиса и другие актуальные проблемы в сфере банкротства.
46 организаторов из 33 городов России, стран СНГ и ближнего зарубежья приняли участие в проекте Legal Forum Live Архивная копия от 23 июня 2016 на Wayback Machine — юридические сообщества провели под брендом ПМЮФ в дни работы Форума свои мероприятия, основной программой которых стал онлайн-просмотр сессий VII ПМЮФ.

## ПМЮФ 2016
В 2016 году Санкт-Петербург превратился в юридическую столицу мира 18-21 мая.
В Форуме приняли участие 3750 человек из 77 стран мира, за ходом дискуссии онлайн следили более 77 000 в 58 странах.
Деловая программа VI Петербургского Международного Юридического Форума включала в себя более 70 мероприятий. в том числе Пленарное заседание «Доверия к праву — путь разрешения глобальных кризисов», Международная конференция «Современная конституционная юстиция: вызовы и перспективы», посвященная 25-летнему юбилею Конституционного Суда Российской Федерации. презентации, лекции, дебаты в формате Talk Show, а также дискуссионные сессии, объединённые в семь тематических блоков:
- Частное право

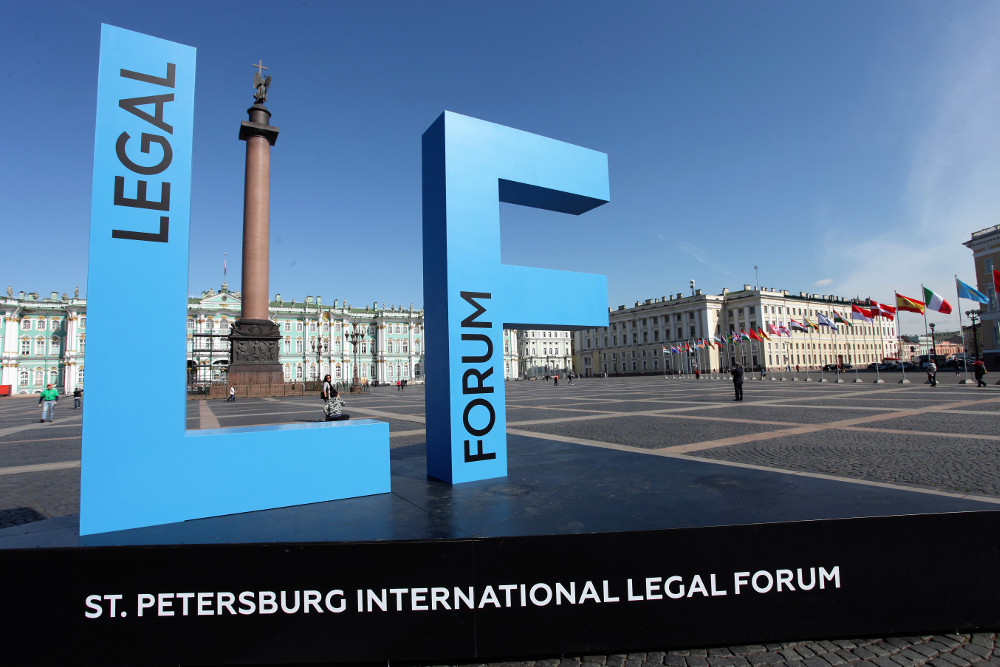

- Промушленность / Торговля / Защита конкуренции
- Судебная и арбитражная практика
- Smart-общество
- Инвестиции / Финансы
- Международное право / Безопасность / Верховенство закона
- Юридическая профессия

В рамках Форума состоялось подписание ряда межгосударственных соглашений, учреждение Премии «Лучшая работа в области частного права», вручение Премии ПМЮФ «За вклад в развитие правовой интеграции на Евразийском пространстве», а также презентация проекта Legal Forum Академия Архивная копия от 24 июля 2016 на Wayback Machine — образовательного ресурса, созданного под эгидой ПМЮФ для ценящих своё время профессионалов, заинтересованных в получении уникальных знаний без отрыва от текущей работы.
Нововведением Форума 2016 года стал проект Legal Forum Live Архивная копия от 23 июня 2016 на Wayback Machine, представляющий собой серию мероприятий, сопровождающихся онлайн-просмотром дискуссионных сессий VI ПМЮФ, в более чем 30 городах России и СНГ. Благодаря проекту более 2000 представителей регионального юридического сообщества смогли принять живое участие в дискуссиях Форума.
По традиции Форум прошёл в Восточном крыле Главного штаба Государственного Эрмитажа.

## ПМЮФ 2015

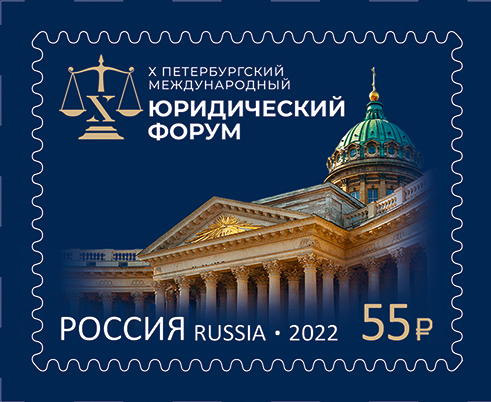
Почтовая марка

V Петербургский Международный Юридический Форум состоялся 27-30 мая 2015 года.
В Форуме приняло участие свыше 3500 делегатов из 84 стран. Общая аудитория превысила число зарегистрированных участников: за ходом дискуссионных сессий на сайте Форума следили более 20 000 человек из 60 стран.
Деловая программа Форума 2015 включала в себя более 70 мероприятий. Пленарное заседание на тему «Миссия права в эпоху перемен» состоялось 27 мая в Восточном крыле Главного штаба Государственного Эрмитажа. Дискуссионные сессии прошли в рамках следующих тематических треков:
- Международное право / Верховенство закона
- Частное право
- Корпоративная практика/ Международная торговля / Защита конкуренции
- Судебная и арбитражная практика
- Smart-общество
- Культурное наследие / Общественные интересы / Экология
- Инвестиции / Финансы

В рамках Форума также прошло несколько международных конференций, состоялось вручение Премии Петербургского Международного Юридического Форума «За вклад в развитие правовой интеграции на Евразийском пространстве». Лауреатами Премии в 2015 году стали: Б. М. Имашев, министр юстиции Республики Казахстан, А. А. Мордашов, председатель Комитета Российского союза промышленников и предпринимателей по интеграции, торгово-таможенной политике и ВТО, Председатель совета директоров ПАО «Северсталь», С. А. Смирнова, директор Российского федерального центра судебной экспертизы при Министерстве юстиции Российской Федерации.

## ПМЮФ 2014
IV Петербургский Международный Юридический Форум прошел 18-21 июня 2014 года.
В Форуме приняло участие 3280 делегатов.
Расширилась география Форума: в мероприятии приняли участие представители 79 стран из США, Европы, БРИКС, СНГ, Латинской Америки, Африки и Ближнего Востока.
Мероприятия на площадке Форума 2014 освещали 424 представителя СМИ из России и зарубежных стран, специализирующихся в области права, политики и экономики.
Деловая программа Форума 2014 включала в себя порядка 50 дискуссионных сессий, объединённых в 10 тематических блоков:
- Международное право / Верховенство закона
- Корпоративная практика / Compliance
- Стандарты юридической профессии / Управление юридической практикой
- Судебная и Арбитражная практика
- Финансы / Инвестиции
- Конкуренция / Торговля
- Smart-общество
- Экология / Ресурсы
- Частное право
- Культурное наследие

и две конференции:
- Конференция «Договор о Евразийском экономическом союзе: новая страница интеграции»
- Конференция по юридическому образованию

Пленарное заседание «Идея верховенства права в юридических системах государств: итоги и будущее» состоялось 20 июня на новой сцене Мариинского театра при участии Председателя Правительства Российской Федерации Д. А. Медведева.
В 2014 году впервые была вручена Премия Петербургского Международного Юридического Форума «Вклад в развитие правовой интеграции на Евразийском пространстве», учрежденная Организационным комитетом ПМЮФ. Лауреатами Премии стали Ф. А. Абдуллоев, Судья Суда Евразийского экономического сообщества от Республики Таджикистан,А. Я. Капустин, Президент Российской ассоциации международного права, председатель Комиссии по международному праву Ассоциации юристов России, первый заместитель директора Института законодательства РФ, Т. А. Мансуров, Генеральный секретарь Евразийского экономического сообщества.
Помимо этого, в рамках Форума прошло 6 сателлитных мероприятий, организованных партнерами Форума:
- Конференция Гаагской конференции по международному частному праву и Министерства юстиции Российской Федерации «Трансграничное признание и исполнение иностранных судебных решений»
- Международная конференция Федеральной палаты адвокатов Российской Федерации
- Конференция Некоммерческого партнерства Объединение Корпоративных Юристов (ОКЮР) «От формы к содержанию. Первые результаты реформы гражданского законодательства»
- Юбилейный V Международный молодёжный юридический форум
- II Съезд учителей права
- Круглый стол РБК «20 лет российскому юридическому бизнесу итоги и перспективы»

По традиции, гостям Форума была предложена насыщенная культурная программа: концерт шедевров русской классической музыки в Мариинском театре в исполнении звезд оперы и балета при участии Ульяны Лопаткиной, эксклюзивное вечернее открытие музеев города, прогулка по рекам и каналам Санкт-Петербурга.
Форум завершился гала-ужином в Петропавловской крепости во время проведения ежегодного праздника выпускников «Алые паруса» — единственного в России торжества, занесённого в реестр мирового событийного туризма и рекомендованного к посещению почти в 20 странах Европейского Союза.

## ПМЮФ 2013
III Петербургский Международный Юридический Форум прошел с 15 по 18 мая 2013 года. Форум посетило две с половиной тысячи участников из 63 стран мира, в том числе 21 официальная делегация во главе с министрами и заместителями министров. Пленарное заседание на тему «Конкуренция и сотрудничество правовых систем: роль права в обеспечении развития общества, государства и экономики» было проведено на Новой сцене Мариинского театра. Мероприятия деловой программы были представлены дискуссионными сессиями и сателлитными мероприятиями, формат которых позволил участникам провести переговоры, обменяться опытом с коллегами и установить новые контакты. Круглые столы прошли в Восточном крыле здания Главного Штаба Государственного Эрмитажа. Дискуссии были посвящены самому широкому спектру вопросов в области права и бизнеса, политики и культуры. Одним из нововведений деловой программы Форума стала организация тем по блокам в соответствии с основными правовыми специализациями. По традиции для гостей Форума была организована уникальная культурная программа, призванная сделать их пребывание в одном из самых красивых городов мира незабываемым: участники увидели два спектакля на новой и старой сцене Мариинского театра, посетили более 20 экскурсий, увидели «сНЕЖНОЕ шоу» Славы Полунина.
В пленарном заседании приняли участие: премьер-министр России Дмитрий Медведев, министр юстиции РФ Александр Коновалов, председатель Конституционного суда РФ Валерий Зорькин, декан юридического факультета Оксфордского университета Тимоти Эндикотт, председатель Международного суда Питер Томка, министр безопасности и юстиции Нидерландов Иво Опстелтен, президент Международной ассоциации адвокатских образований Майкл Рейнольдс, министр юстиции Республики Казахстан Берик Имашев и другие высокопоставленные гости.

### Темы круглых столов
- Делегированная собственность как форма защиты активов: риски и возможности
- M&A: международные тенденции и стандарты в сделках M&A
- Международные стандарты Compliance: из международных договоров в практику корпораций
- Правовое регулирование ГЧП: новые возможности реализации проектов
- Трудовое законодательство: актуальные вопросы в условиях меняющейся экономической ситуации
- Инструменты противодействия коррупции
- Лоббизм как юридическая профессия
- Кибербезопасность (формулировка темы уточняется)
- Женщины в юриспруденции
- Противодействие угрозам: соотношение целей и средств
- Доказывание в международных судах
- Международные преступления: Национальные и международные юрисдикции
- Корпоративная ответственность и права человека
- Проблемы реформирования Гражданского кодекса России в контексте современного гражданского права европейских государств
- Противодействие мошенничеству (формулировка темы уточняется)
- Взаимодействие национальных судов в условиях конкуренции юрисдикций: современные вызовы
- Идея права и справедливости в Европейской традиции
- Тихая революция — как развивается бизнес-модель юридической фирмы
- Объединяя российскую юридическую профессию — возможные проблемы интеграции, которая позволит юристам работать в рамках регламентированной структуры
- Соотношение юридической функции, compliance, риск-менеджмента и GR
- Субсидируемая юридическая помощь — обязанность государства или социальная ответственность общества?
- Юридическое образование: школа или технология?
- Роль судейского усмотрения в правопорядке: российский и зарубежный опыт
- Банкротство граждан: транснациональный подход
- Новые вызовы судебной экспертизы в современном технологичном мире
- Медиация и инновационные подходы к разрешению трансграничных споров в условиях глобализации
- Пересечение частного коммерческого арбитража и уголовного права различных стран: вопросы уголовных нарушений в ходе арбитражных разбирательств
- Арбитраж — имеет ли место значение?
- Благотворительность и бизнес: значение и развитие целевых капиталов (эндаументов)
- Защита иностранных инвестиций: от принципов к механизмам
- Налогообложение: практика международного налогообложения в глобальном мире
- Глобализация строительного бизнеса: национальные стандарты и международно-правовая практика
- Проблемы интернационализации в расследованиях картельных сговоров
- Иммунитет государства: защита или ограничения для бизнеса
- Новые тенденции в правовом регулировании финансовых инструментов (АДР, сделки РЕПО)
- Защита прав национальных производителей в условиях членства в ВТО
- Таможенный союз и ВТО (формулировка темы уточняется)
- Правовые аспекты реформы финансового регулирования
- Регуляторные барьеры в инновационном бизнесе
- Венчурные капиталисты и Интернет: правовое регулирование
- Патентное право в системе глобальной экономической конкуренции
- Фармацевтика (формулировка темы уточняется)
- Работа с болельщиками и ответственность за их поведение. Организация работы по обеспечению безопасности при проведении спортивных мероприятий
- Развитие ядерного права в современных условиях
- Энергетическое право (формулировка темы уточняется)
- Недропользование (формулировка темы уточняется)
- Правовые аспекты реставрации и реконструкции объектов историко-культурного наследия
- Юридические аспекты проблем кощунства в искусстве
- Новый этап защиты музейных коллекций, предоставляемых музеями на временные выставки
- Модернизация нотариата. Российский и международный опыт

## ПМЮФ 2012
Благодаря подписанному Министерством юстиции РФ и Государственным Эрмитажем соглашению, II Петербургский Международный Юридический Форум проходил с 16 по 19 мая 2012 года в недавно реконструированном восточном крыле здания Главного Штаба на Дворцовой площади. Всего в Форуме приняли участие свыше 2 тысяч делегатов из 51 страны. Делегации 13 стран возглавляли Министры юстиции, в том числе, США, Великобритании, КНР, Исландии, Польши, Марокко, Венгрии, стран СНГ и др.
В рамках Форума были организованы Пленарное заседание «Правовая политика в 21 веке: новые вызовы права в глобальном мире», 38 круглых столов на самые различные юридические темы, несколько сателлитных мероприятий, в числе которых конференция «Модернизация Гражданского кодекса РФ» и заседание на тему «Механизмы реализации инициатив Открытого правительства в правовой системе», а также разнообразная культурная программа . Кроме того, Форум стал площадкой для подписания целого ряда соглашений, направленных на развитие сотрудничества в правовой сфере между Россией и другими странами, среди которых Польша, Нидерланды, Украина, Исландия и др.

### Темы круглых столов
- Механизмы реализации инициатив «Открытого правительства» в правовой системе
- Борьба с новыми угрозами безопасности: баланс верховенства права и полицейской эффективности
- Инвестиции в сфере недропользования: юридический аспект
- Новые тенденции гражданских законодательств
- Правовая защита архитектурных памятников и развитие современных городов
- Правовое пространство ВТО: теперь с Россией
- Правовой режим сети Интернет: свобода или безопасность?
- Противодействие коррупции: национальные и международные правовые инструменты
- Развитие национального и международного правосудия: вызовы, реформы, перспективы
- Pro Bono и бесплатная юридическая помощь: поиск баланса между государственным контролем и частным сектором
- Антимонопольное регулирование в глобальной экономике: опыт России и зарубежных стран
- Внутренние пересмотры в налоговых правоотношениях. Перспективы развития административных процедур разрешения споров
- ЕС и ЕЭП: новая правовая реальность
- Как государство и национальные регуляторы могут участвовать в управлении международной юридической практикой?
- Коммерческие споры с участием государств: перспективы развития международного права и права США в области иммунитета и ответственности государства
- Лоббизм
- Медиация — выход из спора без суда: от малых исков до экологических катастроф
- Международно-правовые аспекты исполнительного производства
- Международный коммерческий арбитраж: современные проблемы арбитрабельности и исполнения арбитражных решений
- Нотариат как инструмент экономического и социального развития
- Патентное право в системе глобальной экономической конкуренции
- Правовое регулирование миграционных процессов на пространстве ЕврАзЭС
- Правовой институт частно-государственного партнерства: есть ли потенциал для развития в условиях экономического кризиса?
- Правовые аспекты деятельности государственных институтов по управлению суверенными фондами и государственным долгом
- Правовые аспекты налогового администрирования трансфертного ценообразования
- Правовые основы международных торговых отношений: что нужно знать экспертам?
- Профессиональная этика в юридической профессии
- Роль права в обеспечении экономического роста
- Современная уголовная политика в сфере преступлений экономической направленности: национальные и международные механизмы
- Социальные сети и мобильные приложения: вызовы и возможности для правового регулирования в России и в мире
- Что преподавать в юридическом вузе: философию права или legal writing?
- Энергоэффективность в современном мире: международное и национальное правовое регулирование
- Юридические гарантии оказания надлежащей медицинской помощи
- Compliance: международная практика
- Маркетинг и продвижение бизнеса юридической фирмы
- Новые тенденции использования международного частного права и национального права различных государств для международных и национальных M&A сделок
- Правовое регулирование международной выставочной деятельности: обеспечение защиты культурных ценностей
- Правовой департамент в эпоху глобализации. Российский и международный опыт
- Презентация правовых систем

## ПМЮФ 2011
I Петербургский Международный Юридический Форум проходил с 19 по 21 мая 2011 года в Михайловском замке. I ПМЮФ посетили около 700 участников, в том числе министры юстиции 15 стран. Среди спикеров и участников были Генеральный секретарь Совета Европы Турбьёрн Ягланд, Еврокомиссар внутренних дел Сесилия Мальстрем, Президент Международной Ассоциации юристов Акира Кавамура, Вице-президент Международного союза судебных исполнителей Бернар Меню, Председатель Совета адвокатуры Англии и Уэльса Петер Лоддер, Заместитель Президента Верховного Совета Французского нотариата Серж Паскаль. В Пленарном заседании на тему «Право — инструмент инновационного и безопасного развития глобального мира» приняли участие Президент Российской Федерации Дмитрий Медведев, Министр юстиции Александр Коновалов и бывший канцлер ФРГ Герхард Шрёдер.